# روبرت وینه
روبرت وینه (به آلمانی: Robert Wiene) (زاده ۲۷ آوریل ۱۸۷۳ – درگذشته ۱۶ ژوئن ۱۹۳۸) یکی از مهم‌ترین کارگردانان سینمای صامت آلمان و پیرو مکتب اکسپرسیونیست آلمان به‌شمار می‌رود.

## زندگی‌نامه
روبرت وینه در برسلائو به عنوان بزرگترین فرزند پسر یک بازیگر موفق تئاتر کارل وینه به‌دنیا آمد. برادر کوچکتر او کنراد نیز بازیگر شد، اما روبرت وینه در ابتدا مشغول به تحصیل حقوق در دانشگاه برلین شد. در سال ۱۹۰۸ او شروع به بازی کرد، در ابتدا در صحنه‌های کوتاه از اجراهای صحنه‌ای. اولین درگیری او با فیلم مربوط به سال ۱۹۱۲ می‌شود که فیلمنامه سلاح‌های جوانان می‌شود.
به یاد ماندنی‌ترین فیلم‌های او ترسناک مطب دکتر کالیگاری در سال ۱۹۲۰ و راسکولنیکف در سال ۱۹۲۳ است که دومی اقتباسی از جنایت و مکافات داستان شناخته شده داستایوفسکی است. هر دوی این فیلم‌ها تأثیر بسیاری بر سینمای آلمان در آن زمان گذاشتند.
بعد از اینکه هیتلر در آلمان به قدرت رسید، وینه آلمان را ترک گفت و به بوداپست رفت، یعنی همان جایی که فیلم یک شب در پاریس را در سال ۱۹۳۴ کارگردانی کرد، سپس به لندن رفت و در انتها به پاریس رفت جایی که با ژان کوکتو کوشید تا نسخه دوباره‌ای از مطب دکتر کالیگاری را بسازد.
وینه در پاریس، ده روز قبل از آنکه یک فیلم جاسوس را با نام اولتیماتوم به پایان برساند، بر اثر سرطان مرد. این فیلم به وسیلهٔ دوست وینه روبرت سیدماک به پایان رسید.

## گزیده فیلم‌شناسی
- ۱۹۱۹ (نمایش در ۱۹۲۰) مطب دکتر کالیگاری
- ۱۹۲۰ خالص
- ۱۹۲۱ سلاح‌های جوانان
- ۱۹۲۳ راسکولنیکف
- ۱۹۲۳ آی. ان. آی. آر
- ۱۹۲۴ دست اوراکل
- ۱۹۲۶ روزنکاوالیر
- ۱۹۳۰ سایر
- ۱۹۳۴ یک شب در ونیز
- ۱۹۳۸ اولتیماتوم